# Caffè Confetteria Al Bicerin dal 1763
Il Caffè Confetteria Al Bicerin dal 1763 è un locale storico di Torino. Luogo di nascita del Bicerin, si trova in Piazza della Consolata, di fronte all'omonimo santuario, nel Quadrilatero Romano (Centro storico). Fa parte dei Locali storici d'Italia e dei Caffè Storici e Salotti Sabaudi.

## Storia
Il locale venne aperto come modesta bottega nel 1763 da Giuseppe Dentis, acquacedrataio e confettiere, in un fabbricato preesistente.
Nel 1856 l'odierno palazzo fu edificato su progetto dell'architetto Carlo Promis e il locale si fece elegante d'arredi, prendendo il nome di Caffè della Consolata, sostituito presto dallo specifico Al Bicerin per onorare la specialità della casa.
Dal 1917 al 1971 il caffè venne gestito da Ida Cavalli, con l’aiuto della sorella e poi della figlia Olga.
Nel 1972 la gestione passò a Silvia Cavallera, che la mantenne fino al 1977.
Nel 1983 fu la volta di Maria Teresa Costa: deceduta nel 2015, portò l'attività all'attuale rinomanza.
Nel 2006 al locale si affiancò un ulteriore ambiente, adibito alla vendita dei prodotti di confetteria e cioccolateria.

## Descrizione
L'aspetto del locale è quello di una tipica cioccolateria torinese dell'Ottocento.

### Esterno
La devanture, di fine XIX secolo, è costituita da un monoblocco in ferro, verniciato in verde con zoccolatura in metallo, decorazioni eclettiche in ghisa, porta d'ingresso arretrata, vetrina, e due gioielliere. Le colonnine laterali si caratterizzano per i capitelli corinzi in ghisa. I pannelli, più recenti, sono in vetro dipinto con iscrizioni e disegni pubblicitari.

### Interno

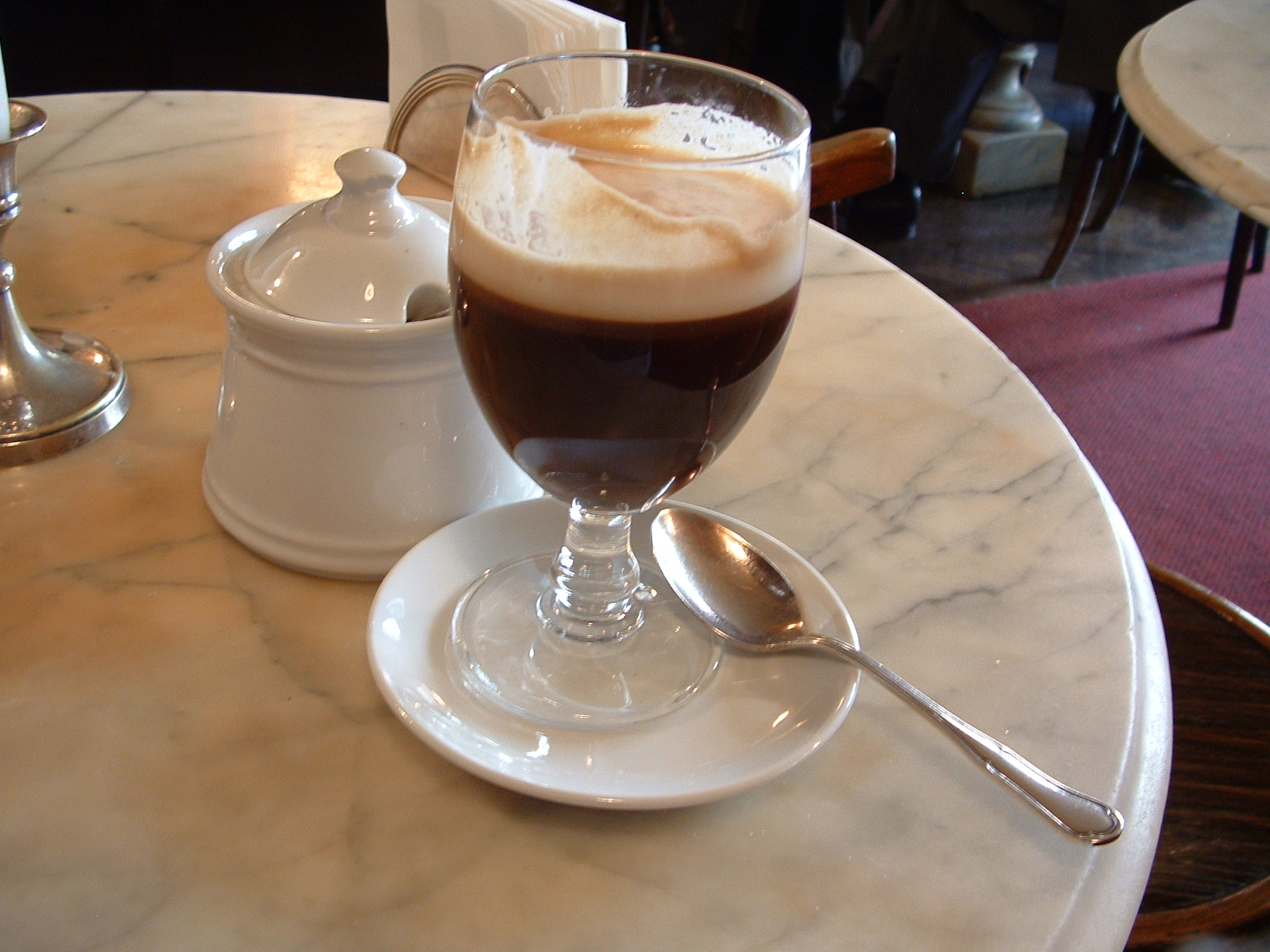
Il Bicerin servito all'interno del locale

Una sala per i clienti, con otto tavolini tondi e un bancone bar dal piano d'appoggio in marmo bianco, costituisce assieme alla minuscola cucina l'interno del locale. Alle pareti, boiserie in legno (come i pavimenti), intervallate da specchi e vetrinette, si sviluppano lungo tutto il perimetro del locale da un'altezza di 85 cm circa da terra; tale spazio è occupato dagli schienali di panche rivestite da tessuto rosso. Sugli scaffali di specchi dietro il bancone (il cui fronte presenta una vetrinetta pensile) sono allineati vasi da confetteria con pastiglie Leone multicolori.

## Nella cultura di massa
Umberto Eco ha parzialmente ambientato e dettagliatamente descritto nel proprio romanzo Il cimitero di Praga il Caffè Confetteria Al Bicerin dal 1763.
Oltre ad Eco, clienti e ospiti illustri del locale, tra i tanti, sono stati: Camillo Benso di Cavour, Silvio Pellico, Alexandre Dumas padre, Friedrich Nietzsche, Giacomo Puccini, Maria José del Belgio e Umberto II, Guido Gozzano, Italo Calvino, Mario Soldati, Giuseppe Culicchia, Gianni e Umberto Agnelli, Erminio Macario, Wanda Osiris, Mario Merz, Pina Bausch, Susan Sarandon.
Alcuni film, come La meglio gioventù, Noi credevamo e Le cinque giornate, sono stati girati anche al caffè.